# Лункавіца (комуна, Тулча)
Лункавіца (рум. Luncavița) — комуна у повіті Тулча в Румунії. До складу комуни входять такі села (дані про населення за 2002 рік):
- Лункавіца (3723 особи) — адміністративний центр комуни
- Ракелу (994 особи)

Комуна розташована на відстані 195 км на північний схід від Бухареста, 43 км на захід від Тулчі, 127 км на північ від Констанци, 24 км на південний схід від Галаца.

## Населення
За даними перепису населення 2002 року у комуні проживали 7074 особи.
Національний склад населення комуни:
| Національність   | Кількість осіб | Відсоток |
| ---------------- | -------------- | -------- |
| румуни           | 7072           | > 99,9%  |
| росіяни-липовани | 1              | < 0,1%   |
| турки            | 1              | < 0,1%   |

Рідною мовою назвали:
| Мова      | Кількість осіб | Відсоток |
| --------- | -------------- | -------- |
| румунська | 7071           | > 99,9%  |
| німецька  | 1              | < 0,1%   |
| російська | 1              | < 0,1%   |
| турецька  | 1              | < 0,1%   |

Склад населення комуни за віросповіданням:
| Релігія       | Кількість осіб | Відсоток |
| ------------- | -------------- | -------- |
| православні   | 7057           | 99,8%    |
| баптисти      | 9              | 0,1%     |
| старообрядці  | 3              | < 0,1%   |
| реформати     | 2              | < 0,1%   |
| п'ятдесятники | 1              | < 0,1%   |
| мусульмани    | 1              | < 0,1%   |
| атеїсти       | 1              | < 0,1%   |

## Зовнішні посилання
- Дані про комуну Лункавіца на сайті Ghidul Primăriilor [Архівовано 12 червня 2013 у Wayback Machine.]